# Toplotna energija
Toplotna energija je prehodna, saj prehaja pod tlakom temperaturne razlike s toplejšega na hladnejše telo. Toplotna energija je povsod okrog nas, vendar na tako nizki temperaturni ravni, da je potrebna posebna tehnologija izkoriščanja, ki omogoča njeno izkoriščanje, brez večjega vnosa dodatne energije.
Človeštvu so na razpolago tri vrste energetskih virov:
- sončna energija kot neizčrpen energetski vir,
- obnovljivi energetski viri (zrak, voda, biomasa),
- neobnovljivi energetski viri (fosilna in jedrska goriva).

## Pridobivanje toplotne energije iz sonca
Sončna peč je večje število zrcal, ki se računalniško krmilijo skladno z gibanjem sonca, tako da vpadne žarke odbijajo v središčno konkavno zrcalo, to pa v skupno gorišče. V goriščni točki temperatura naraste do 4000 °C. Taka toplotna energija je že uporabna za taljenje kovin, ogrevanje opekarniških peči ali vode (sončne termoelektrarne).

Sončni zbiralniki so počrnjene aluminjaste plošče, ki absorbirajo sončno energijo in jo pretvarjajo v toplotno preko zaprtega vodnega krogotoka. V enodružinskih hišah v ugodnih geografskih legah lahko tako zadovoljijo 90% potreb po topli vodi (ogrevanje stanovanj in bazenov, sanitarna voda). V manj toplih krajih je takšno pridobivanje energije gospodarno le, če nadomešča porabo električne energije.

Sončna elektrarna - za neposredno pridobivanje električne energije iz sonca se uporabljajo fotocelice, ki so zgrajene iz razmeroma dragega polprevodnika silicija. Fotoni ob osvetlitvi iz vezi v kristalnem siliciju izbijajo elektrone. Zato nastajajo v kristalih pozitivno (pomanjkanje elektronov) in negativno nabite plasti (presežek elektronov), med njimi steče električni tok (foto efekt), ker se skušajo elektroni ponovno enakomerno razporediti v kristalni strukturi.

## Pridobivanje toplotne energije iz zemeljske notranjosti
V talni vodi zbrano toplotno energijo izrabljajo ponekod v geotermalnih elektrarnah in toplotnih črpalkah.
Energija iz zemeljske notranjosti se uporablja v državah z vulkansko aktivnimi področji (Islandija, Italija, Havaji), kjer je zemeljska skorja vroča blizu zemeljske površine. V globini 3000 metrov namerimo 200 °C, pri4500 metrov pa že 350 °C. V vročih kamninah se voda upari, do tja pride sama ali pa jo dovajajo po posebnem postopku. Za Islandijo so značilni gejziri, v katerih vroča voda privre sama na površje.
HDR-postopek (ang. Hot dry rock) je tehnologija, ki je uporabna le v državah z vulkansko aktivnimi področji. Geotermalna elektrarna pretvarja toplotno energijo zemeljske skorje v električno. HDR-postopek deluje na način, da se para po zunanji cevi dviga na površje do turbine, ki deluje enako kot v termoelektrarni. Reykjavík z zemeljsko toploto zadovoljuje 90% energetskih potreb, San Francisco pa 50 %.